# قلندر أباد
قلندر أباد (بالفارسية: قلندرآباد) هي منطقة سكنية تقع في إيران في Qalandarabad District. يقدر عدد سكانها بـ 4,872 نسمة .